# Chùa Dầu
Chùa Dầu là một ngôi chùa cổ, nằm ở xóm Chùa, xã Khánh Hòa, huyện Yên Khánh, tỉnh Ninh Bình. Chùa được xây dựng từ thời Vua Lý Thái Tông trị vì nhưng mang đậm dấu ấn phong cách kiến trúc chùa thời Trần. Chùa quay theo hướng nam, tọa lạc trên khu đất rộng khoảng 5000 mét vuông, đã được nhà nước công nhận là di tích lịch sử văn hóa cấp quốc gia.

## Lịch sử
Dưới thời nhà Lý, đạo phật phát triển rực rỡ. Kinh đô Hoa Lư (Ninh Bình) vốn là quê ngoại của Vua Lý Thái Tông, tại đây Hoàng thái hậu Lê Thị Phất Ngân mẹ Vua đã cho phục dựng và tu tạo nhiều ngôi, trong đó có chùa Duyên Ninh, chùa Am Tiên và chùa Dầu.
Chùa có tên chữ 靈衙寺 / 灵衙寺 / Linh Nha tự. Đôi câu đối trên tam quan cho biết vai trò của chùa Dầu qua hai triều đại Lý, Trần:
李朝而起陳朝而興萬古名藍
天柱已維地軸已立天年勝跡
Phiên âm:
Lý triều nhi khởi, Trần triều nhi hưng, vạn cổ danh lam;
Thiên trụ dĩ duy, địa trục dĩ lập, thiên niên thắng tích.
Tạm dịch:
Triều Lý khởi lập, triều Trần hưng thịnh, muôn thuở danh lam;
Cột trời vững chãi, trục đất chắc bền, nghìn năm thắng tích.
Thời Trần, Phật giáo phát triển mạnh. Vua đã đi tu. Vua Trần Thái Tông tu hành ở hành cung Vũ Lâm (thôn Văn Lâm, xã Ninh Hải, thành phố Hoa Lư tỉnh Ninh Bình). Kế đó đến vua Trần Thánh Tông lấy tư cách một vị thiên tử mà đi tu làm Hòa thượng. Các hoàng hậu cũng đi tu làm ni cô, các vương công đi tu làm tăng chúng. Vì vậy, khi ở hành cung Vũ Lâm, vua Trần tiếp tục cho xây dựng mở rộng chùa Dầu để cho hoàng tử Ngự Câu Vương và công chúa Huyền Tư đến tu hành, cho nên hoàng tử và công chúa mới được thờ ở chùa.

## Kiến trúc
Từ hướng Tây Nam đi vào là 3 cửa chính, qua sân gạch là tới tiền đường 7 gian cao to, vì, kèo. Các bức mè chạm khắc long, ly, quy, phượng (tứ linh). Chỉ có gian giữa rộng lắp cánh cửa, còn 4 gian hai bên xây tường, 2 gian cuối hai đầu hồi có cửa nhỏ. Trong tiền đường đặt 2 tượng Hộ pháp cao to ngồi trên con sấu (cao đến hơn 3 mét) trông rất đồ sộ và tượng Đức Ông (bên phải), Đức Thánh Hiền (bên trái). Nối với tiền đường là trung đường.
Trung đường là gian nhà dọc, gian đầu để trống, tường bên phải gắn 3 bia đá, tường bên trái gắn 2 bia đá, ghi công đức những người tiến cúng xây dựng chùa. Hai gian lui vào trong đều có 2 cửa võng sơn son thếp vàng và xây các bệ thờ từ trên cao xuống thấp đặt các tượng Phật.
Qua trung đường là tới hậu cung 3 gian, gian giữa rộng, hai gian hai bên hẹp hơn. Điều độc đáo ở hậu cung là gian giữa có một bệ đán hoa sen thời Trần hình chữ nhật, dài hơn 3 mét, rộng 1,5 mét, cao 1 mét. Đây là một bệ đá độc đáo, đường diềm là những cánh hoa sen to, chạm khắc theo kiểu lồi lõm, ở 3 mặt có những đường triện và hoa văn mền mại. Trên bệ đá đặt ba pho tượng Tam Thế. Hồi tường bên phải có thờ tượng Vương mẫu đời Trần, hồi tường bên trái có thờ tượng Vương phụ đời Trần.

## Lễ hội chùa Dầu
Cứ 3 năm một lần chùa Dầu lại mở hội rước kiệu vào các ngày 29/2, 30/2, 1/3 âm lịch.
Hàng năm, tại lễ hội đền Thái Vi (thuộc khu du lịch Tam Cốc - Bích Động) diễn từ ngày 14 đến ngày 16/3 âm lịch để tưởng nhớ công lao của các vị vua Trần đã về đây lập hành cung Vũ Lâm làm hậu cứ trong kháng chiến chống Nguyên Mông thì người dân Khánh Hòa cũng rước kiệu đến đó để tham dự hội.
Hội đền Thái Vi là hội làng tổng. Bởi vì các làng này đều thờ các vua Trần và các vị tướng nhà Trần. Ngay từ chiều ngày 14/3, dân làng Văn Lâm đã lễ mở của đền, rước bát hương thánh ra đình Các nơi tương truyền xưa kia đây là nơi các quan vào trình báo trước khi vào hành cung Vũ Lâm, tế cáo yết các vua Trần ở đây. Sáng ngày 15/3, các làng của tổng Vũ Lâm xưa đều rước kiệu thánh của làng mình về đình Các để tế. Đầu tiên làng Khê Đầu (thượng, hạ) làng anh cả rước kiệu thánh qua các làng: Xuân Áng, Khả Lương, Hành Cung, Hạ Trạo, Tuân Cáo đến làng nào kiệu làng ấy lại nối tiếp vào. Cả chùa Dầu (Khánh Hòa, Yên Khánh) thờ hoàng tử Ngự Câu Vương và công chúa Huyền Trân nhà Trần cũng rước về đây.

## Liên kết nguồn bài viết
- Chùa Dầu - nơi lưu giữ bảo vật quốc gia (Lã Đăng Bật) Lưu trữ ngày 22 tháng 3 năm 2014 tại Wayback Machine
- Công văn Về việc thỏa thuận dự án bảo tồn, tôn tạo Khu di tích lịch sử văn hóa chùa Dầu, tỉnh Ninh Bình Lưu trữ ngày 2 tháng 4 năm 2015 tại Wayback Machine